# سوت‌زن گلوزرد
سوت‌زن گلوزرد (نام علمی: Pachycephala macrorhyncha) یا سوت‌زن دریای باندا، گونه‌ای از پرندگان تیرهٔ سوت‌زنان (Pachycephalidae) است. این گونهٔ بومی مرکز و جنوب شرقی والاسیا است، جایی که از شرق تیمور تا تانیمبارها و شمال تا سرام و بانگگی (تقریباً برابر با جزایر درون یا مجاور دریای باندا) است. سوت اورئول گاهی به عنوان جایگزین سوت‌زن گلوزرد نامیده می‌شود که منجر به سردرگمی بین هر دو گونه می‌شود.

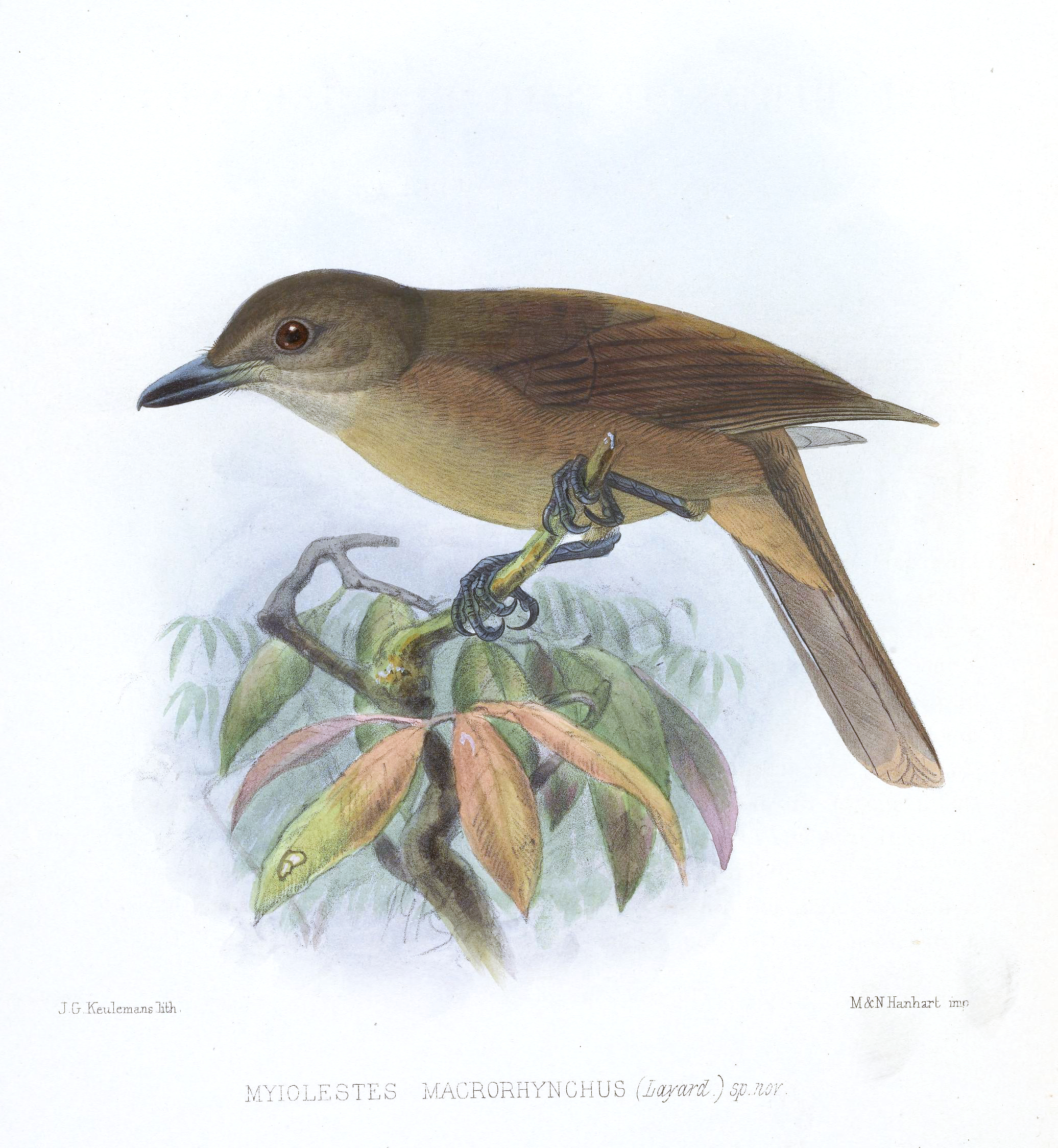